# Ђардино (Болоња)
Ђардино (итал. Giardino) је насеље у Италији у округу Болоња, региону Емилија-Ромања.
Према процени из 2011. у насељу је живело 210 становника. Насеље се налази на надморској висини од 28 м.